# Ершов, Анатолий Иванович
Анато́лий Ива́нович Ершо́в (24 декабря 1931, Москва — 12 мая 2011, там же) — советский боксёр, представитель лёгкой и полусредней весовых категорий. Выступал на всесоюзном уровне в первой половине 1950-х годов, чемпион СССР по боксу, мастер спорта СССР. Также известен как тренер, наставник участника Олимпийских игр Анатолия Волкова.

## Биография
Анатолий Ершов родился 24 декабря 1931 года в Москве. Проживал в доме на Ленинском проспекте, рос в многодетной семье (имел восемь братьев и сестёр). В молодости работал на оборонном заводе.
Увлёкшись боксом, прошёл подготовку в спортивном клубе «Пищевик» (будущее добровольное спортивное общество «Спартак») под руководством заслуженного тренера СССР Виталия Андреевича Островерхова.
Наибольшего успеха как спортсмен добился в сезоне 1952 года, когда на чемпионате СССР в Москве одолел всех своих соперников в зачёте лёгкой весовой категории, в том числе победил в финале представителя Еревана Эдуарда Аристакесяна и завоевал тем самым награду золотого достоинства. Год спустя вновь боксировал на ринге национального первенства, однако на сей раз попасть в число призёров не смог: на стадии полуфиналов полусреднего веса был остановлен Геннадием Рожковым из Алма-Аты. Выполнил норматив мастера спорта СССР.
После завершения спортивной карьеры перешёл на тренерскую работу. Его воспитанники Владимир Яксанов, Дмитрий Доброхотов, Александр и Виктор Заботины, Хайдер Зейнетдинов, Пётр Шурыгин, Юрий Грачёв показывали хорошие результаты на соревнованиях всероссийского уровня, в то время как еще один его ученик — мастер спорта международного класса Анатолий Волков — состоял в национальной сборной Советского Союза и участвовал в летних Олимпийских играх в Монреале.
Жена — Галина Митрофановна Ершова. Дочь Наталья, внук Анатолий.
Умер в результате продолжительной болезни 12 мая 2011 года в возрасте 79 лет. Похоронен на Головинском кладбище в Москве, участок № 10.